# Editorial Salvat
L'Editorial Salvat és una empresa editorial creada el 1898 a Barcelona. Al segle xx va ser àmpliament coneguda per les seves enciclopèdies. En l'actualitat pertany al grup francès Hachette-Matra.

## Història
L'empresa Espasa Hermanos y Salvat, precursora de les editorials Espasa i Salvat, va ser creada el 1869 per Manuel Salvat i Xivixell (1842-1901) i els germans Pau (1835-1927) i Josep Espasa i Anguera (1840-1911). Manuel Salvat es casà el 1872 amb Magdalena Espasa, germana dels seus socis, i la nova parella anà a viure a la mateixa casa on hi havia la impremta, al carrer Robador. Pau Espasa es retirà de l'empresa el 1877. El 1881, Josep Espasa arribà a un acord amb el seu cunyat Manuel Salvat per constituir Espasa y Compañía.
El 1897, Salvat va deixar l'empresa i el 1898 va crear Salvat e Hijo, en la que participava el seu fill, l'arquitecte Pau Salvat i Espasa. En morir, Manuel Salvat va ser succeït com a director pel seu fill Pau, que donà un important impuls a l'empresa. En la seva faceta d'arquitecte, Pau Salvat va ser autor el 1916 de l'edifici modernista de la seva editorial, ubicat al carrer de Mallorca, 47-49 (vegeu Seu de l'Editorial Salvat).
En els seus orígens, l'editorial va publicar obres com Hojas selectas, en la que hi col·laboraren escriptors d'Espanya i Amèrica durant una vintena d'anys. Entre 1906 i 1914 es publicaren els 9 volums del Diccionario Salvat Enciclopédico Popular Ilustrado, i els 12 volums del Diccionario enciclopédico Salvat, així com el Diccionari de la Llengua Catalana (1910) i la Historia del Arte (1914). L'empresa creà una distribuïdora conjuntament amb Gustau Gili a Buenos Aires, on obrí la primera sucursal americana.
Pau Salvat va morir prematurament el 1923 i fou succeït pels seus germans Ferran i Santiago Salvat i Espasa (Barcelona 1891-1971). Aquell any l'empresa canvià la raó social a Salvat Editores, SA. Ferran i Santiago modernitzaren l'empresa en les dècades de 1920 i 1930, i la convertiren en una de les capdavanteres del sector a l'estat, incorporant avenços en maquinària i en distribució. En aquesta època publicà la Cirugia, Tratado Teórico-práctico de Patología y Clínica Quirurgicas (1925), la Historia del Mundo (1926) de Josep Pijoan, la Enciclopedia Agrícola Wery (1928) i el Atlas Geográfico Salvat (1928). El 1932 va separar el negoci d'impressió de l'edició, creant l'empresa Imprenta Hispano-Americana SA.

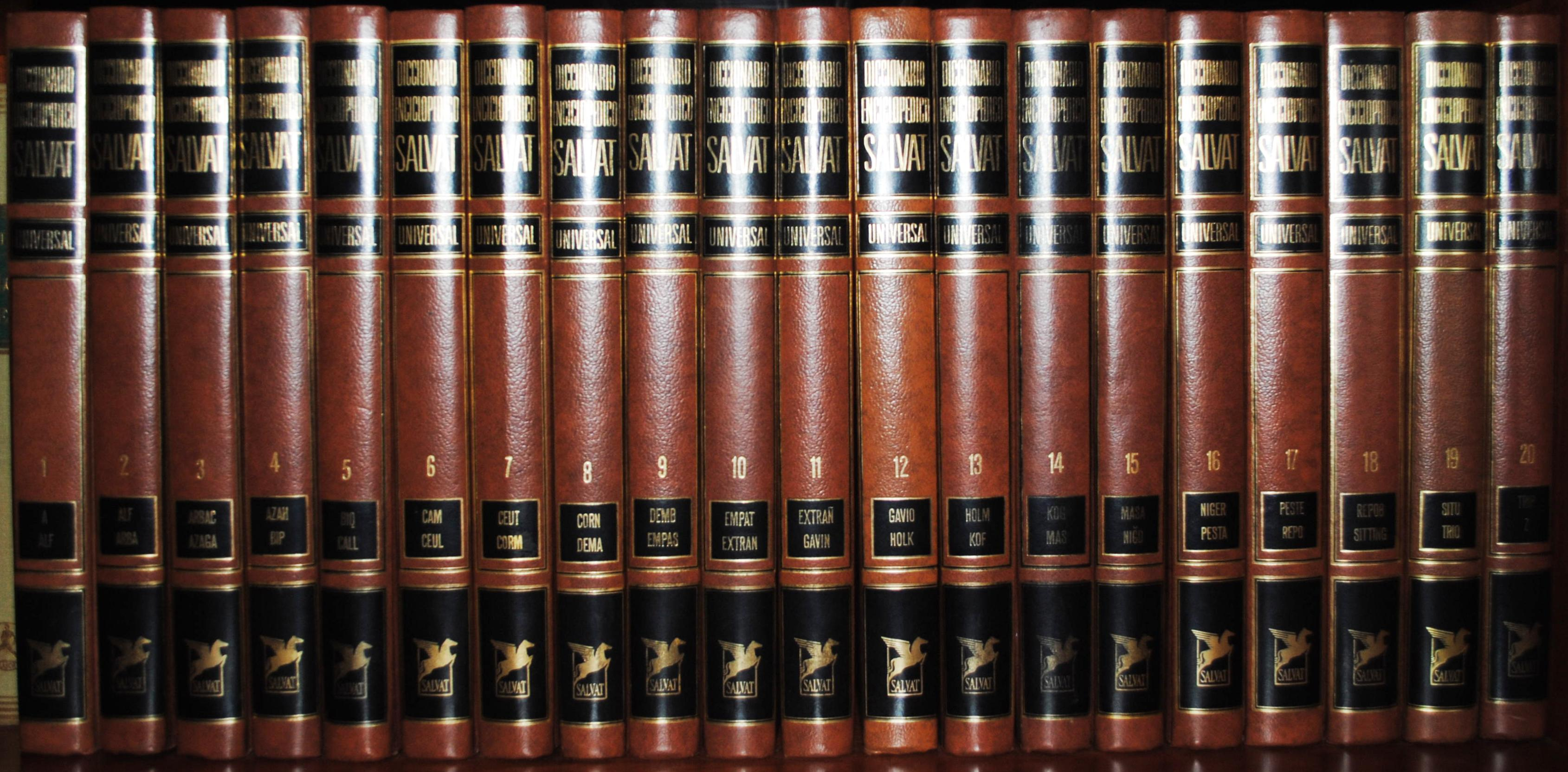
Diccionario Enciclopédico Salvat Universal

La guerra civil espanyola i la postguerra van portar la censura i dificultats econòmiques, i l'empresa no es recuperà fins a mitjan dècada de 1950, quan intensificà la presència a l'Amèrica Llatina, amb filials a l'Argentina, Mèxic, Venezuela, Brasil i Colòmbia, i edità l'enciclopèdia El mundo de los niños (1958), i publicà en català el Costumari Català (1950-56), de Joan Amades, en cinc volums, reeditat el 1982.

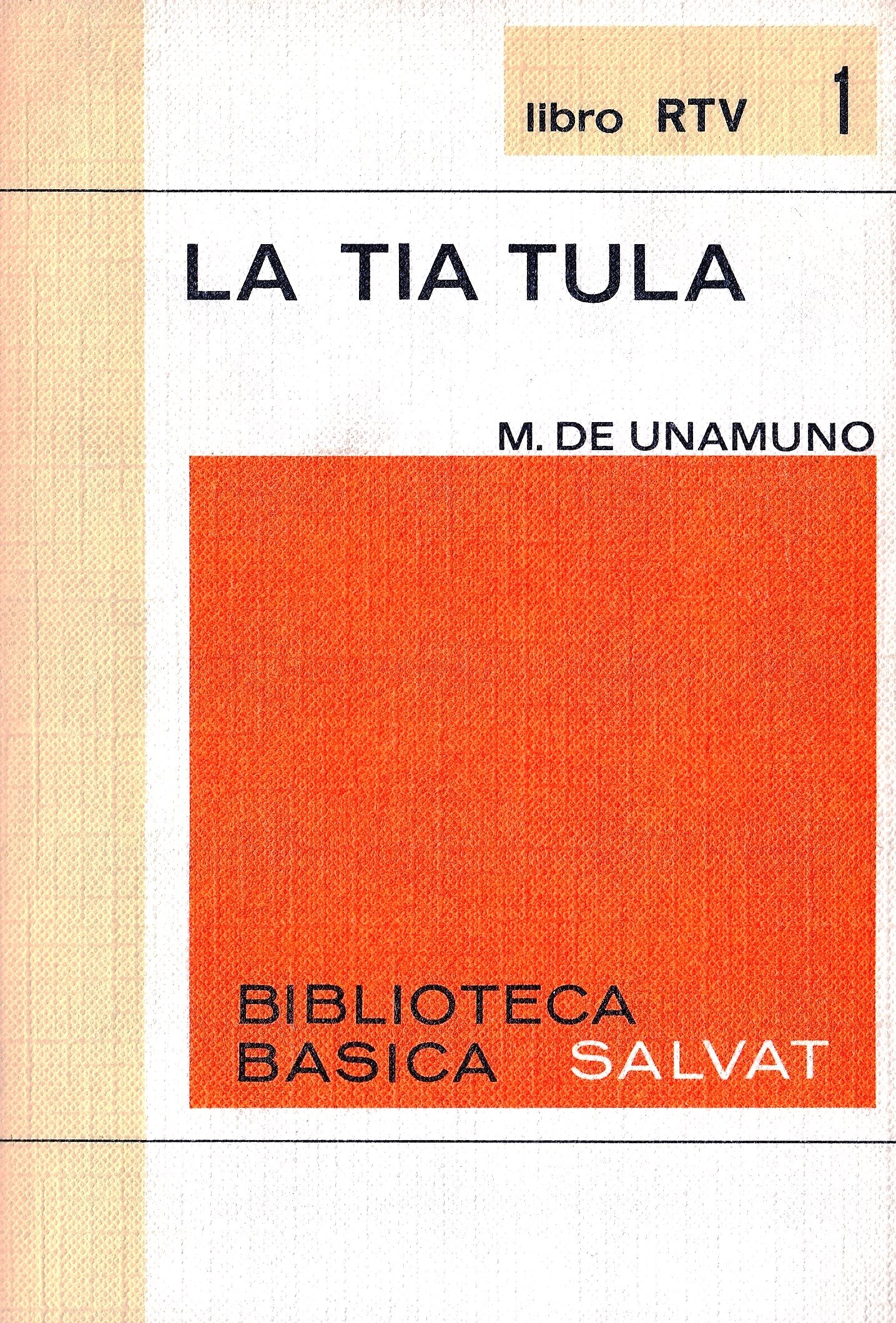
Primer títol de la Biblioteca Bàsica Salvat

L'any 1965, Salvat va presentar Monitor, la primera enciclopèdia moderna de l'època amb fascicles de quiosc, i el 1969 es publicà la primera edició del Diccionario Enciclopédico Salvat Universal. Publicà la Enciclopedia Salvat de la Fauna (1970-73), dirigida per Félix Rodríguez de la Fuente, i, després de guanyar un concurs públic, la Biblioteca Bàsica Salvat, en col·laboració amb Alianza Editorial. Aquesta última col·lecció, l'objectiu de la qual era divulgar clàssics espanyols i universals entre el gran públic, va comptar amb el suport publicitari de Ràdio Televisió Espanyola; la simplicitat del disseny i el seu preu ajustat van contribuir també a l'èxit de la col·lecció.
Al final de la dècada de 1960 tancà la impremta a de Barcelona, que traslladà a Sant Boi de Llobregat i el 1968 obrí Gráficas Estella, planta industrial ubicada a Navarra. S'alià amb De Agostini per servir al mercat francòfon, germanòfon i anglòfon, amb èxit a França on Manuel Salvat, net del fundador, se situà entre els primers editors. A mitjan dècada de 1970 l'empresa tenia 4000 treballadors. En català publicà el diccionari enciclopèdic Salvat Català (1974-77), en 8 volums, i la Història de Catalunya (1978-79), en 6 volums.
L'any 1988 l'editorial va ser adquirida per la multinacional francesa Hachette. L'any 1992 el Grup Lagardère va unir les empreses Matra, de noves tecnologies, i Hachette, de comunicació, per formar Hachette-Matra.